# Província de Varese
La província de Varese és una província que forma part de la regió de Llombardia dins d'Itàlia. Amb 890.201 habitants (en el cens del 2014) és la quarta província en població d'aquesta regió; per davant està la ciutat metropolitana de Milà , la província Brèscia i la de Bèrgam. És la sisena província d'Itàlia pel que fa a la densitat de població. Limita al nord i a l'est amb Suïssa (Cantó de Ticino), també a l'est amb la província de Como, al sud amb la província de Monza i Brianza i amb la ciutat metropolitana de Milà, a l'oest amb el Piemont (província de Novara, Província de Verbano-Cusio-Ossola). Fou instituïda per decret R D nº 1 del 2 de gener del 1927, aplegant municipis que anteriorment pertanyien a les províncies de Como i de Milà.
És característica peculiar d'aquesta província la no centralització, ja el 30% de la població es concentra en quatre ciutats principals: Busto Arsizio (82.460 h), Varese (80.802 h), Gallarate (52.848 h) i Saronno (39.373 h).

## Geografia
La província de Varese està als peus dels Alps, de fet el seu territori està compost per un 32% de muntanya i per un 46% de turons; també són característics els rius (els més importants el Ticino, l'Olona i el Tresa) i de grans llacs d'origen glacial (Llac Maggiore, Llac de Lugano, Llac de Varese, però també de llacs menors (Llac de Comabbio, Llac de Monate, Llac Delio, Llac de Ganna, Llac de Ghirla i Llac de Biandronno). Un altre tret de relleu són les nombroses valls, les principals són: la Vall Olona, la Val Veddasca, la Val Dumentina, la Valcuvia, la Valtravaglia, la Val di Rasa, la Valganna, la Val Marchirolo i la Valceresio. Al sud, dins la zona del Altomilanese, es troba una plana, la Pianura Padana.
Els rius principals (Ticino i Olona) desemboquen en el Po, mentre que el Tresa és un riu artificial creat cap al 1300 per unir el llac llac de Lugano amb el llac Maggiore. De tots els llacs de la província només el Delio s'ha aprofitat per l'obtenció d'energia, la resta són punt d'atracció d'aus migratòries així com de turistes. La industrialització ha esdevingut un problema de contaminació que ha calgut resoldre en el riu Olona, mentre que el riu Ganna té l'honor de ser el llac amb les aigües més netes de tot Itàlia.
El mapa geogràfic de la província presenta forma allargada vertical, amb dues grans "penínsules", el saronnese al sud-est, entre les províncies de Como i Milà, i la part muntanyenca de la Val Veddasca al nord, a la frontera amb Suïssa.
vi

## Història institucional

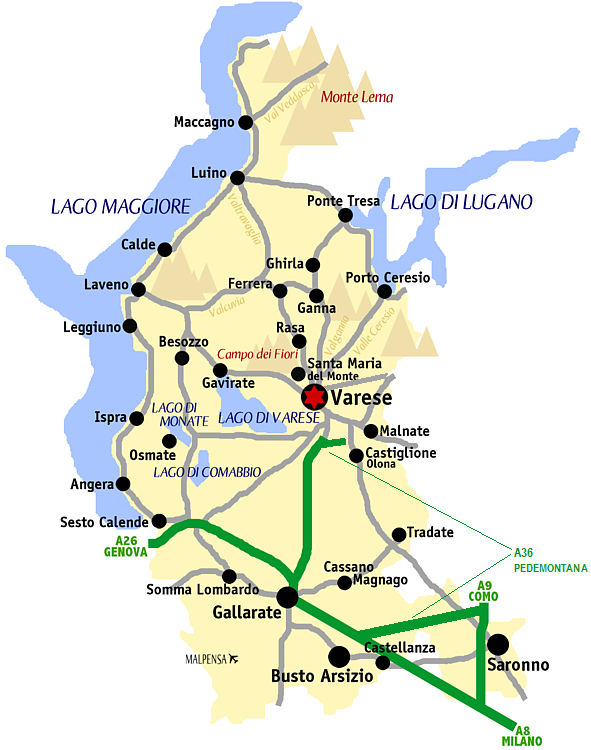
mapa provincial

L'actual província de Varese és descendent indirecte del Comtat del Seprio, una institució feudal d'origen longobarda, que fou autònoma des del segle vii, però que al segle xiv va passar a formar part del Ducat de Milà. El 1786, sota la dominació austríaca, es va crear la província de Gallarate, però ja a l'any següent la capital fou transferida a la ciutat de Varese. Aquella institució va durar fins al 1791.
Durant el Regne Llombardovènet el territori de l'actual província es va dividir entre la província de Como (al qual pertanyia la ciutat de Varese) i la de Milà (al qual pertanyia la ciutat de Gallarate); i els límits no es van veure afectats amb la creació del Regne d'Itàlia.
L'actual província es va instituir el 1927, amb la unió del territori de l'anterior circumscripció (circondario) de Varese (que era una part de la província de Como) i part de la província de Milà (secció que comprenia 37 municipis entre els que estaven Saronno i Gallarate).

## Hidrografia
| - Llac Maggiore - De Lugano - Di Monate - Di Comabbio - De Varese - Di Biandronno - Di Ghirla - Di Ganna - Torbiera del Pralugano - Laghetto Fonteviva - Delio - Di Brinzio - Laghetto Cicogna - Laghetto Verde - Lagozza di Besnate - Paù Majur - Stagno Maisa - Stagno Madonnetta - Stagno di Torba - Carecc - Laghetto Motta d'Oro - Stagno Tagliata - laghetto artificiale dei pescatori - laghetto della fornace | - Ticino - Tresa - Canale Brabbia - Bardello - Olona - Margorabbia | - Acqua Nera - Tinella - Margorabbia - Giona - Boesio - Molinera - Rio di Colmegna - Lanza - Bevera - Bozzente - Lura - Rile-Tenore - Vellone - Quadrona - Selvagna - Arno - Strona - Rancina - Valmolina |

## Escut heràldic
L'escut heràldic de la província de Varese compren els símbols de les quatres ciutats principals: la imatge de sant Víctor, patró i símbol de Varese, el gall de Gallarate, el castell de Saronno i la lletra "B" amb una flama que representa a Busto Arsizio. Els símbols de Busto Arsizio i de Saronno sono es van afegir l'any 2006 per iniciativa de Marco Reguzzoni (nadiu de Busto Arsizio), que aquell any era president de la Província.
La bandera que representa aquesta província porta els símbols de quatre municipis de l'Altovarese, un per cadascuna de les ciutats de muntanya que componen la part nord del territori provincial.

## Municipis

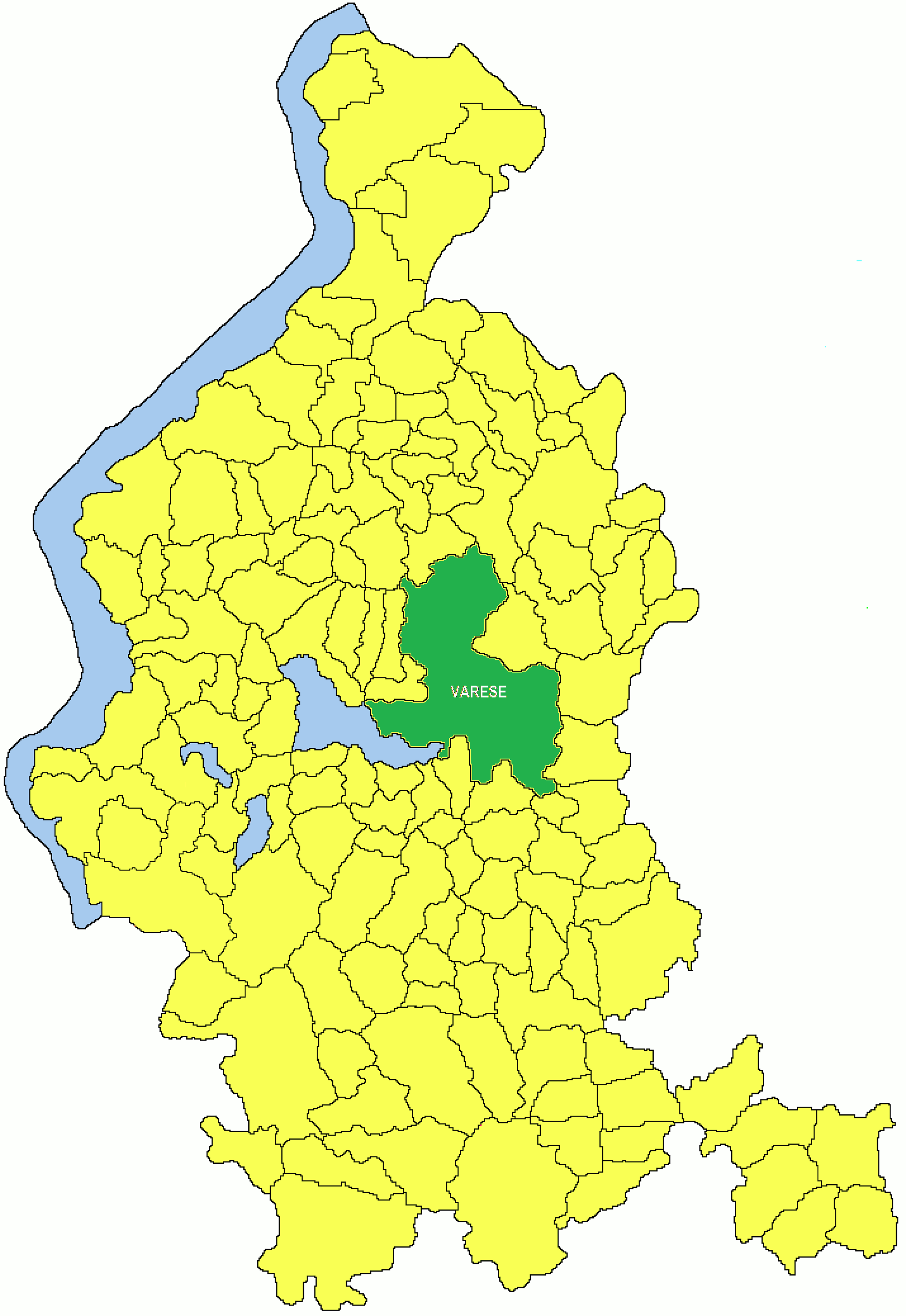
La divisió municipal de la província de Varese

Pertanyen a la província de Varese els següents 139 municipis:

- Agra
- Albizzate
- Angera
- Arcisate
- Arsago Seprio
- Azzate
- Azzio
- Barasso
- Bardello
- Bedero Valcuvia
- Besano
- Besnate
- Besozzo
- Biandronno
- Bisuschio
- Bodio Lomnago
- Brebbia
- Bregano
- Brenta
- Brezzo di Bedero
- Brinzio
- Brissago-Valtravaglia
- Brunello
- Brusimpiano
- Buguggiate
- Busto Arsizio
- Cadegliano-Viconago
- Cadrezzate
- Cairate
- Cantello
- Caravate
- Cardano al Campo
- Carnago
- Caronno Pertusella
- Caronno Varesino
- Casale Litta
- Casalzuigno
- Casciago
- Casorate Sempione
- Cassano Magnago
- Cassano Valcuvia
- Castellanza
- Castello Cabiaglio
- Castelseprio
- Castelveccana
- Castiglione Olona
- Castronno
- Cavaria con Premezzo
- Cazzago Brabbia
- Cislago
- Cittiglio
- Clivio
- Cocquio-Trevisago
- Comabbio
- Comerio
- Cremenaga
- Crosio della Valle
- Cuasso al Monte
- Cugliate-Fabiasco
- Cunardo
- Curiglia con Monteviasco
- Cuveglio
- Cuvio
- Daverio
- Dumenza
- Duno
- Fagnano Olona
- Ferno
- Ferrera di Varese
- Gallarate
- Galliate Lombardo
- Gavirate
- Gazzada Schianno
- Gemonio
- Gerenzano
- Germignaga
- Golasecca
- Gorla Maggiore
- Gorla Minore
- Gornate-Olona
- Grantola
- Inarzo
- Induno Olona
- Ispra
- Jerago con Orago
- Lavena Ponte Tresa
- Laveno-Mombello
- Leggiuno
- Lonate Ceppino
- Lonate Pozzolo
- Lozza
- Luino
- Luvinate
- Maccagno con Pino e Veddasca
- Malgesso
- Malnate
- Marchirolo
- Marnate
- Marzio
- Masciago Primo
- Mercallo
- Mesenzana
- Montegrino Valtravaglia
- Monvalle
- Morazzone
- Mornago
- Oggiona con Santo Stefano
- Olgiate Olona
- Origgio
- Orino
- Osmate
- Porto Ceresio
- Porto Valtravaglia
- Rancio Valcuvia
- Ranco
- Saltrio
- Samarate
- Sangiano
- Saronno
- Sesto Calende
- Solbiate Arno
- Solbiate Olona
- Somma Lombardo
- Sumirago
- Taino
- Ternate
- Tradate
- Travedona-Monate
- Tronzano Lago Maggiore
- Uboldo
- Valganna
- Varano Borghi
- Varese
- Vedano Olona
- Venegono Inferiore
- Venegono Superiore
- Vergiate
- Viggiù
- Vizzola Ticino

### Els municipis amb més població

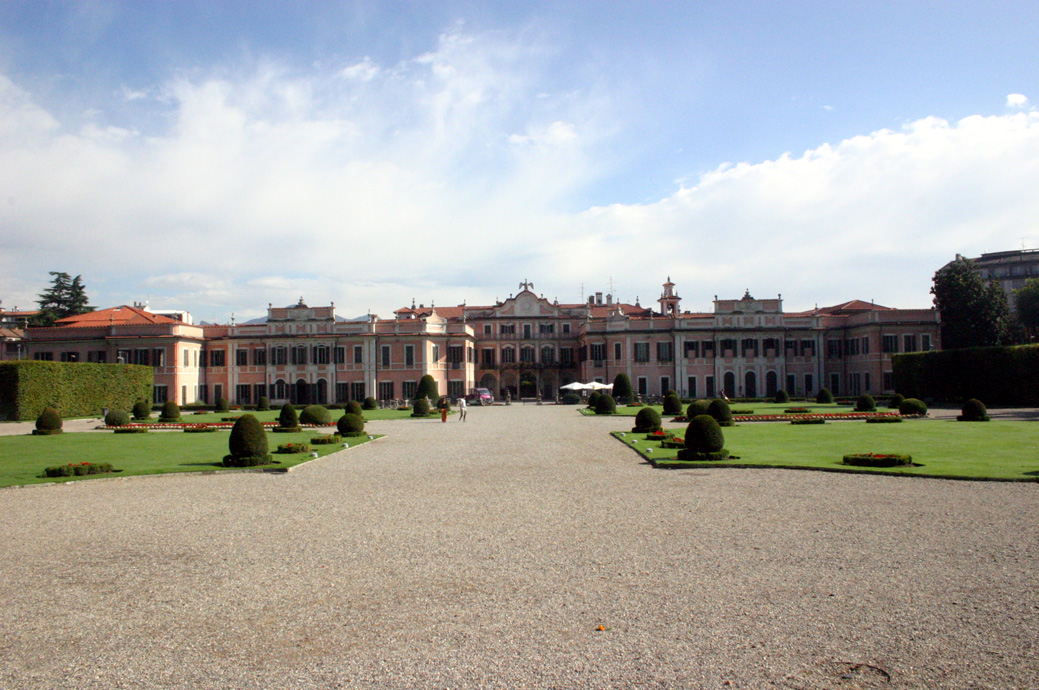
Palazzo Estense seu de l'ajuntament de Varese

| Pos. | Ciutat             | Habitants (hab) | Superfície (km²) | Densitat (hab/km²) | Altitud (msnm) |
| ---- | ------------------ | --------------- | ---------------- | ------------------ | -------------- |
| 1    | Busto Arsizio      | 82.460          | 30,66            | 2690               | 226            |
| 2    | Varese             | 80.802          | 54,84            | 1474               | 382            |
| 3    | Gallarate          | 52.848          | 20,98            | 2519               | 238            |
| 4    | Saronno            | 39.373          | 11,06            | 3560               | 212            |
| 5    | Cassano Magnago    | 21.693          | 12,19            | 1775               | 261            |
| 6    | Tradate            | 18.591          | 21,19            | 876                | 303            |
| 7    | Somma Lombardo     | 17.718          | 30,54            | 580                | 300            |
| 8    | Caronno Pertusella | 17.305          | 8,60             | 2013               | 194            |
| 9    | Malnate            | 16.870          | 8,79             | 1918               | 355            |
| 10   | Samarate           | 16.050          | 15,98            | 1004               | 221            |

## Transport
AeroportsAeroport de Milà-Malpensa
Autovies
- Autovia A8 Milà - Varese
- Autovia A9 Lainate - Como - Chiasso
- Autovia A26 Ramal Gallarate-Gattico (A8/A26)
- Autovia A36 Pedemontana Lombarda
- Tangencial Sud di Varese

Carreteres estatals
- 33 del Sempione: Milà (MI) - Rho (MI) - Parabiago (fraz. San Lorenzo) (MI) - Legnano (MI) - Busto Arsizio - Gallarate - Sesto Calende – Castelletto sopra Ticino (NO) - Arona (NO) - Stresa (VB) - Gravellona Toce (VB) - Domodossola (VB) - Confine di Stato di Iselle – Passo del Sempione.
- 233 Varesina: Milà (MI) - Bollate (MI) - Garbagnate Milanese (MI) - Caronno Pertusella - Origgio – Saronno – Gerenzano - Tradate – Varese – Induno Olona – Ponte Tresa / (tram ANAS: Varese – Ponte Tresa).
- 336 de l'aeroport de la Malpensa: Busto Arsizio - Gallarate – Somma Lombardo – Lonate Pozzolo - Castano Primo (MI) - Cuggiono (MI) - Magenta (MI).
- 341 Gallaratese: Novara – Galliate (NO) - Turbigo (MI) - Gallarate – Albizzate – Castronno – Gazzada Schianno – Varese / (tram ANAS: Novara – Gallarate).
- 342 Briantea: Bèrgam – Pontida (BG) - Castello di Brianza (LC) - Alzate Brianza (CO) - Como – Malnate – Varese / (tram ANAS: Como – Varese).
- 344 de Porto Ceresio: Varese – Induno Olona – Arcisate – Porto Ceresio – Confine di Stato di Porto Ceresio.
- 394 del Verbano Oriental: Varese – Gavirate – Cittiglio – Luino – Maccagno – Confine di Stato di Zenna.
- 629 del Lago de Monate: Vergiate – Comabbio – Besozzo – Gemonio.

Carreteres provincialsAlgunes carreteres anteriorment catalogades d'estatals, van esdevenir provincials amb el decret legislatiu nº 112 del 1998 i la Llei Regional nº 1 del 2000.

## Dialectes
Els dialectes parlats són variants del lombard occidental. Intel·ligibles entre ells i tenint en comú la característica de l'article masculí "ul" (contràriament al milanès), presenten una gran homogeneïtat lingüística en la zona centre i nord de la província i al llarg de la riba oriental del Llac Maggiore. Al baix Varesotto la variant local és similar a la del Saronnese.
A l'Altomilanese, i en particular a la zona de Busto Arsizio, es parla el dialecte bustocco, caracteritzat per la presència de trets com els de la parla de Ligúria i per les vocals pronunciades amb poca claredat.

## Monuments

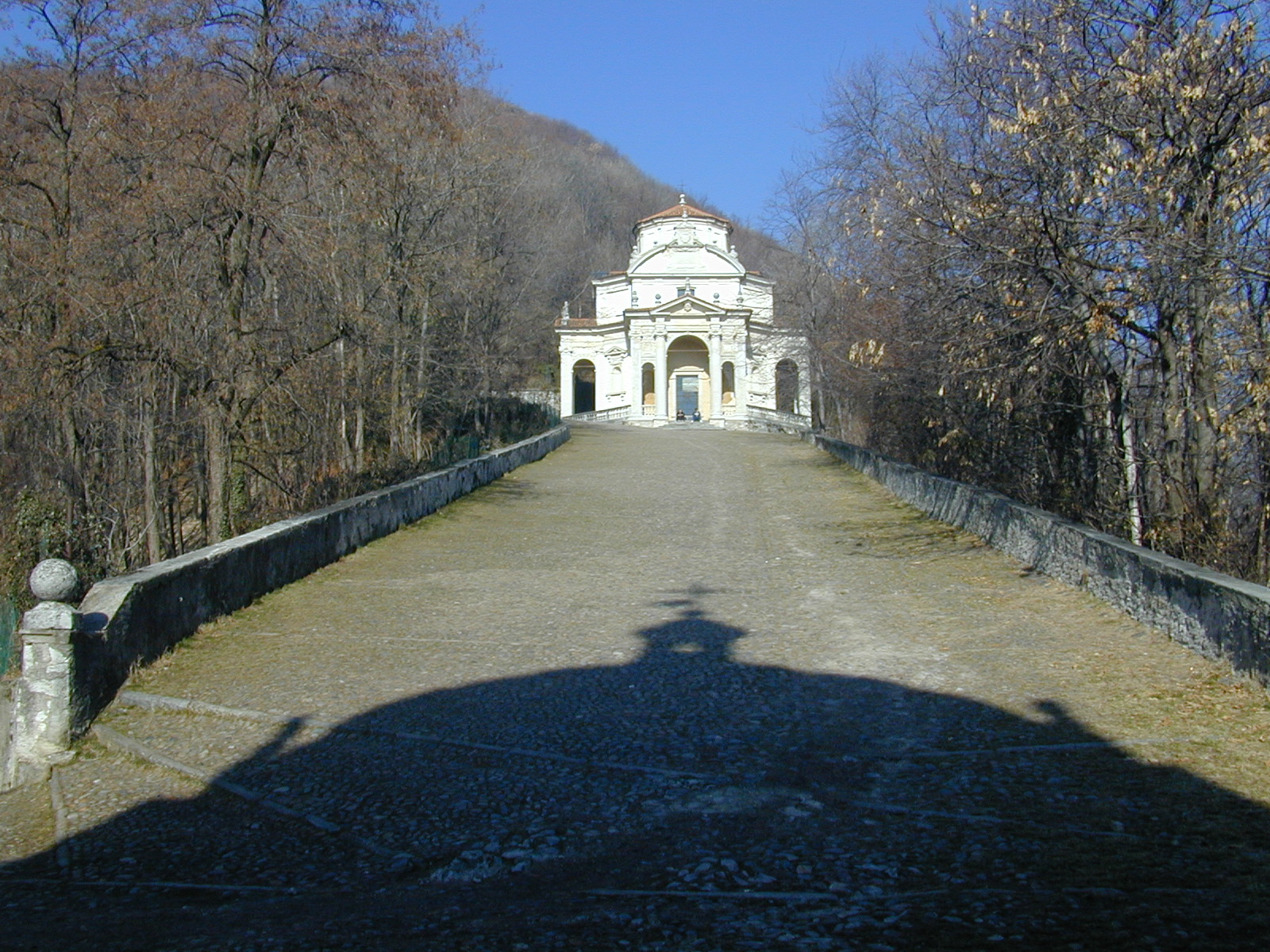
Sacro Monte di Varese
Capella 5: La disputa de Jesús amb els doctors(a l'interior)

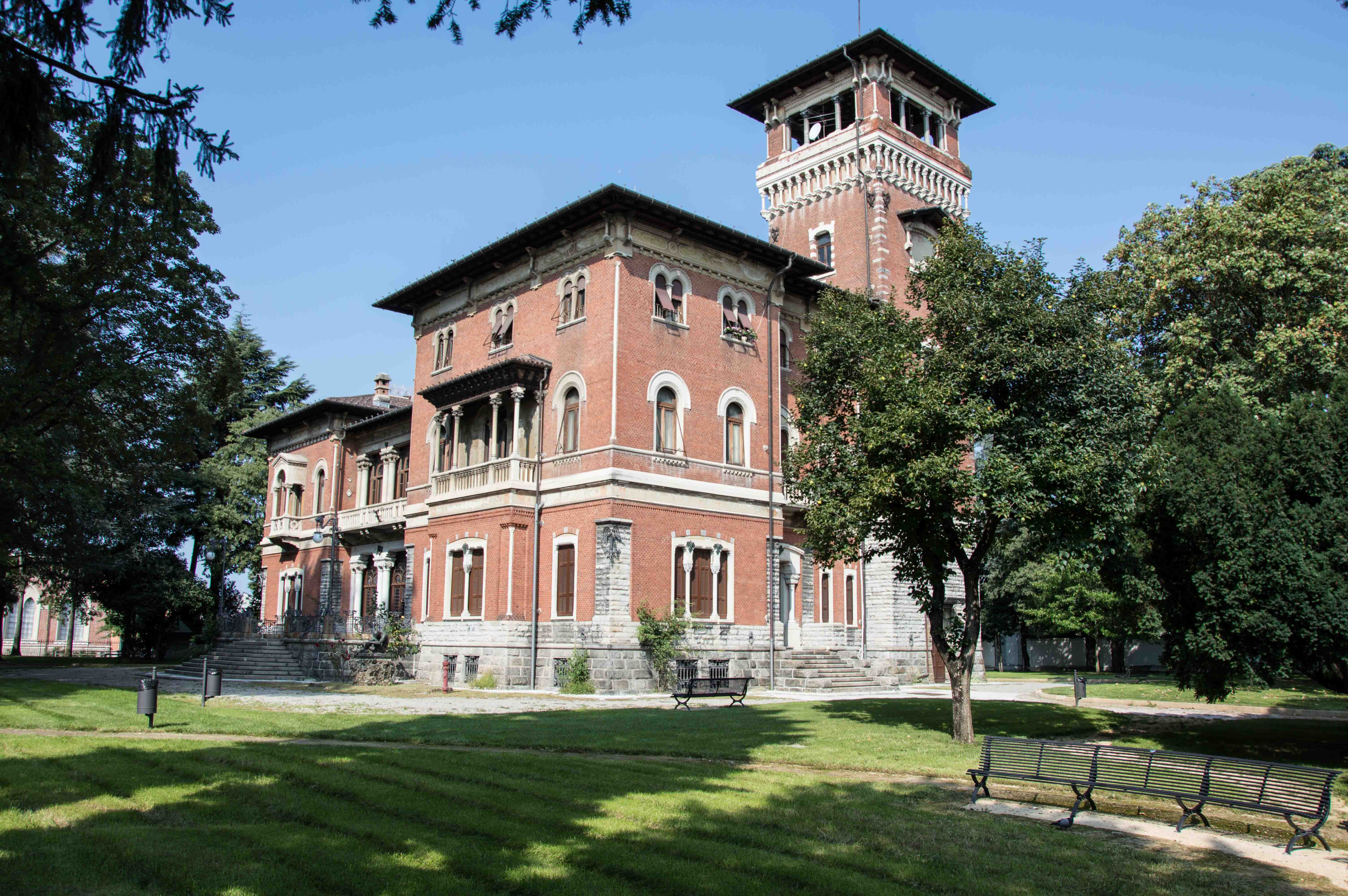
Vil·la Ottolini-Tosi a Busto Arsizio

Dins del territori d'aquesta província hi ha quatre llocs inserits a la prestigiosa Patrimoni de la Llista del Patrimoni Mundial de la UNESCO. El més destacat és el reconeixement el 2003 del conjunt d'edificis religiosos anomenats Sacro Monte di Varese, alguns són Sacri Monti del Piemont i altres de la Llombardia. Construït damunt d'un antic lloc de culte medieval, després va ser la seu d'un monestir dedicat a la Verge Maria, i l'edifici actual data del 1605.
El vessant italià del Mont San Giorgio va ser inserit el 2010 en el World Heritage List, completant així el reconeixement que ja havia tingut el 2007 el vessant suís. El motiu són les excepcionals troballes paleontològics distribuïts entre cinc nivells de fòssils diferents d'edat compresa entre fa 230 i 245 milions d'anys, fet que ha permès estudiar l'evolució d'algunes espècies animals i vegetals del passat.
El 2011 es va reconèixer com a lloc protegit per la UNESCO el Parc arqueològic de Castelseprio, que comprèn l'àrea del castrum, el Monestir de Torba (al territori municipal de Gornate Olona), l'Església de Santa Maria Foris Portas, les ruïnes de la Basílica de San Giovanni Evangelista (Castelseprio), que són el conjunt de llocs repreaentatius del poder dels longobards a Itàlia.
També el 2011 es van incloure a la llista el complex dels diversos llocs on va existir la cultura dels palafitss: les illes Virginia-Camilla-Isola di San Biagio a Biandronno, el lloc anomenat Bodio delle Monete a Bodio Lomnago i el Sabbione, un districte de Cadrezzate.
A la ciutat de Busto Arsizio hi ha diversos palaus històrics: el palau Marliani-Cicogna, el Gilardoni (seu del govern provincial), i algunes vil·les construïdes en estil liberty come la Vil·la Ottolini-Tosi, la Vil·la Ottolini-Tovaglieri i la Vil·la Leone-Della Bella. A la ciutat hi ha quatre museus on s'hi custodien obres d'art sacre i pintures de Procaccini, Crespi i Ferrari. Entre les moltes esglésies destaca el santuari de Santa Maria di Piazza, que té una llanterna i pintures al fresc de Bernardino Luini, i la Basílica de San Giovanni Battista, amb la façana barroca.

## Economia
L'economia està principalment basada en la indústria i, en menor part, en l'agricultura especialitzada. Alcunes de les empreses més importants són:
- Aermacchi (vehicles aeris i vehicles militars)
- Agusta (helicòpters)
- Cagiva (motos i ciclomotors)
- Ignis (actualment absorbida per la Whirlpool Corporation, produeix electrodomèstics)
- Leader (videojocs)
- BTicino (fabricació d'equips elèctrics de baixa tensió)
- Italiana Macchi (bilance)

Als anys '80 a la província de Varese van destacar les empreses relacionades amb sistemes de seguretat: Gemini, Ranger, GT, SerpiStar.

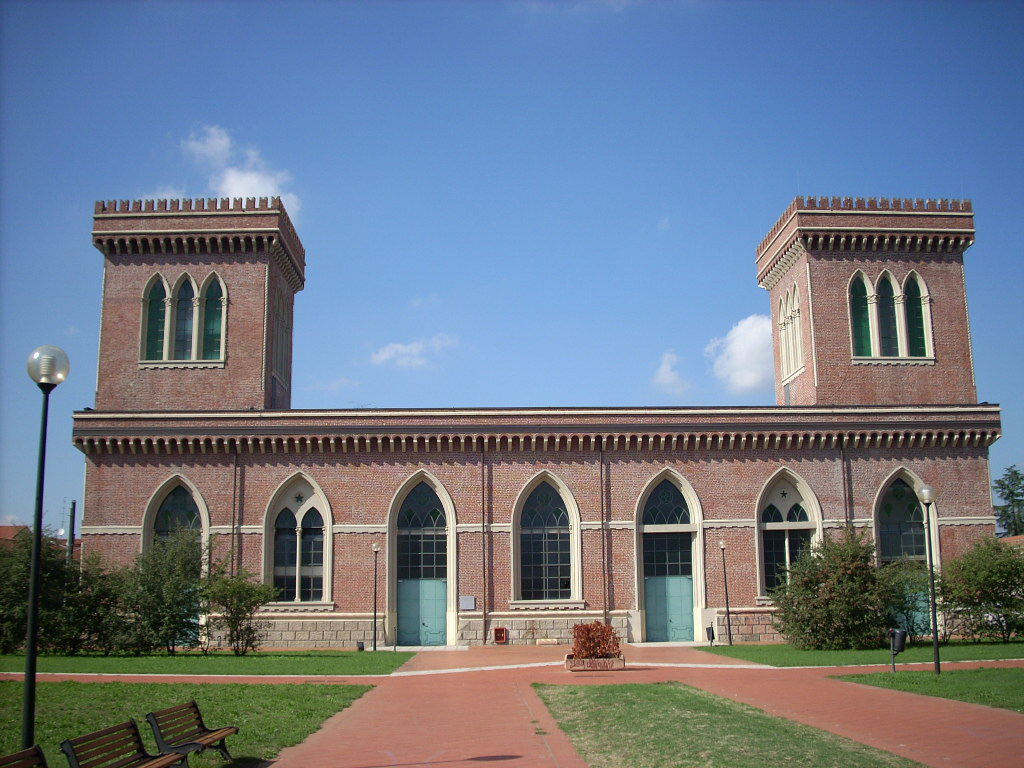
Museu del Tèxtil i de la Tradició Industrial de Busto Arsizio

La província de Varese va començar a ser un lloc industrialitzat al segle xix. Les primeres fàbriques estaven relacionades amb el sector tèxtil (Cotonificio Cantoni, Società De Angeli Frua, Cotonificio Dell'Acqua) i amb la mecànica (Isotta Fraschini, Caproni, Augusta, Comerio) però en el període entre 1960 i 1970 va haver una crisi en aquests sectors que va causar la clausura de moltes empreses.
Les fàbriques estan concentrades sobretot en tres àrees: la Vall Olona i les dues ciutats industrials de Busto Arsizio i Gallarate, a més d'alguns centres menors com Tradate o Saronno. Moltes són l'exemple de la recuperació o la reutilització dels edificis històrics industrials. A Busto Arsizio, per exemple, la filatura de l'antic Cotonificio Bustese (edificat el 1891-1896 i abandonat el 1978) és des del 1997 el Museu del Tèxtil i de la Tradició Industrial de Busto Arsizio; l'edifici de l'antic Molini Marzoli Massari (construït entre 1906-1926 en estil liberty, clausurat el 1975), és des del 2000 la seu d'alguns cursos de la Universitat per als Estudis de l'Insubria; l'ex Cotonificio Ercole Bossi, és ara la seu ACLI; l'ex Cotonificio Dell'Acqua-Lissoni-Castiglioni, és ara la seu d'una empresa immobiliària; l'ex Cotonificio Crespi, actualment és la seu d'una entitat bancària. A Castellanza s'ha recuperat l'edifici de la filatura Cotonificio Cantoni per reconvertir-lo en part de la Universitat LIUC, i l'antiga Manifattura Tosi és ara la Biblioteca municipal. A Tradate, l'antiga fàbrica de motos i bicicletes Frera (1905, tancada el 1936), és ara un Museu sobre aquest tema i encara ha quedat espai per fer una biblioteca pública. A Gerenzano s'ha recuperat l'antic edifici de la imprempta Stamperia De Angeli Frua per ser un centre d'assistència a la gent gran, mentre que a Gallarate està en procès la reestructuració de l'edifici principal de l'antiga Tessitura Cantoni-Introini (1907) per ser la seu d'un Institut d'Ensenyament (IPC Falcone). També s'han reaprofitat antics molins.